# Pablo Cortés Sánchez
Pablo Cortés Sánchez (Salamanca, Castilla y León, España, 1991), es un entrenador de fútbol español que actualmente dirige al Santa Luċija Football Club de la Primera División de Malta.

## Trayectoria
Pablo Cortés comenzaría su trayectoria en los banquillos en las categorías inferiores del CP San Mateo y CDM Pizarrales, hasta llegar el 2013 a la UD Santa Marta donde comenzó su trayectoria como preparador hasta las categorías seniors. 
En 2015, se convierte en entrenador de la UD Santa Marta de la Tercera División de España.
En 2017, firma por el Salamanca CF UDS para ser director de la cantera y de metodología, además de dirigir al equipo en la Tercera División de España durante la temporada 2017-18, con el lograría el ascenso a la Segunda División B de España.
En la temporada 2018-19, se hace cargo del Salamanca CF B de Territorial Preferente, con el que lograría el ascenso a la Tercera División de España. 
En la temporada 2019-20, dirigiría durante media temporadas al Salamanca CF B en la Tercera División de España.
El 18 de febrero de 2021, firma por el CD Villaralbo de la Primera División Regional Aficionados de Castilla y León.
En la temporada 2021-22, firma como segundo entrenador de Toni Seligrat en el Deportivo Alavés B de la Tercera División de España, con el lograría el ascenso a la Segunda División RFEF, al terminar primero en su grupo.
El 5 de julio de 2022, firma por el Santa Luċija Football Club de la Primera División de Malta.

## Clubes

### Como entrenador
| Club                               | País   | Año             |
| ---------------------------------- | ------ | --------------- |
| UD Santa Marta                     | España | 2015-2017       |
| Salamanca CF UDS                   | España | 2017-2018       |
| Salamanca CF B                     | España | 2018-2020       |
| CD Villaralbo                      | España | 2021            |
| Deportivo Alavés B (2º Entrenador) | España | 2021-2022       |
| Santa Luċija Football Club         | Malta  | 2022-Actualidad |